# Хабибуллин, Глеб Эрионович
Глеб Эрионович Хабибуллин (7 декабря 1992; Россия, Оренбургская область, Абдулинский район, Артемьевка) — российский боец смешанных единоборств. Чемпион AMC Fight Nights, участник Всероссийский и Международных соревнований.

## Биография
Глеб родился 7 декабря 1992 года в российском селе Артемьевка Оренбургской области Абдулинского района.
Отучился и окончил 9 классов, после чего поступил в городе Бугуруслан в профессиональный лицей № 8, окончив его по специальности электрогазосварщик. Там же Хабибуллин начал заниматься в секции бокса и в тренажёрном зале.
По окончании учёбы в лицее переехал в Москву и в 2013 году поступил в институт физической культуры и спорта, где получил второе образование по профессии педагог — специалист.
В Москве начал заниматься единобрствами в клубе «Лион» под руководством Ивана Косова. Осваивал единоборства в школе самбо № 70, под руководством Елесина, Николая Анатольевича. По сей день тренируется в клубе единоборств «Груша» под руководством Смольянова, Игоря Васильевича.

## Спортивные достижения
- Чемпион AMC Fight Nights
- Призёр чемпионата Москвы по ММА
- Победитель Кубков Мэра по ММА города Москвы
- Финалист турнира по грэпплингу ADCC
- Победитель открытого турнира Московской области по ММА

## Статистика боёв
| Итоговые результаты |          |              |
| Всего: 10           | Побед: 7 | Поражений: 1 |
| Ничьи               | 2        | 2            |